# Turó del Vilar (Blanes)
|  | Aquest article tracta sobre el Turó del Vilar de Blanes. Vegeu-ne altres significats a «Turó del Vilar (Navès)». |

El Turó del Vilar és una muntanya de 273 metres que es troba al municipi de Blanes, a la comarca catalana de la Selva.